# Championnat de Malte de football 1972-1973
Navigation
Saison précédente Saison suivante
Le Championnat de Malte de football 1972-1973 est la cinquante-huitième édition de la première division maltaise.
Lors de cette saison, le Sliema Wanderers FC a tenté de conserver son titre de champion face aux neuf meilleurs clubs maltais lors d'une série de matchs se déroulant sur toute l'année.
Les dix clubs participants au championnat sont confrontés à deux reprises aux neuf autres.
C'est le Floriana FC qui est sacré champion de Malte pour la vingt-deuxième fois.
Deux places sont qualificatives pour les compétitions européennes, la troisième place étant celles du vainqueur du Trophée Rothman 1972-1973.

## Qualifications en coupe d'Europe
À l'issue de la saison, le champion participe au 1er tour de la Coupe des clubs champions 1973-1974.
Le vainqueur du Trophée Rothman participe lui à la Coupe des coupes 1973-1974.
Enfin, le deuxième du championnat dispute la Coupe UEFA 1973-1974.

## Les dix clubs participants
| Club                | Stade             | Capacité | Ville      |
| ------------------- | ----------------- | -------- | ---------- |
| Birkirkara-Luxol    | Infetti Ground    | 2 000    | Birkirkara |
| Floriana FC         | -                 | -        | Floriana   |
| Gzira United FC     | -                 | -        | Gzira      |
| Hamrun Spartans     | Victor Tedesco    | 6 000    | Hamrun     |
| Paola Hibernians FC | Hibernians Ground | 8 000    | Paola      |
| Marsa FC            | -                 | -        | Marsa      |
| Sliema Wanderers FC | Guze Fava Ground  | 4 000    | Sliema     |
| St. George's FC     | -                 | -        | Bormla     |
| St. Patrick FC      | -                 | -        | Zabbar     |
| La Vallette FC      | -                 | -        | La Valette |

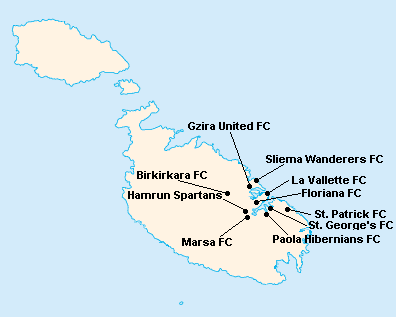
Localisation des clubs engagés dans le championnat.

L'île de Malte étant relativement petite, les clubs évoluent tous au stade National Ta'Qali (17 400 places). Certain cependant ont leur propre enceinte qu'ils peuvent éventuellement utiliser.

## Compétition

### Classement
| Rang | Équipe                  | Pts | J  | G  | N | P  | Bp | Bc | Diff |
| ---- | ----------------------- | --- | -- | -- | - | -- | -- | -- | ---- |
| 1    | Floriana FC             | 26  | 18 | 12 | 2 | 4  | 31 | 10 | +21  |
| 2    | Sliema Wanderers FC (T) | 25  | 18 | 10 | 5 | 3  | 34 | 14 | +20  |
| 3    | Hamrun Spartans         | 25  | 18 | 10 | 5 | 3  | 25 | 10 | +15  |
| 4    | La Vallette FC          | 24  | 18 | 9  | 6 | 3  | 29 | 14 | +15  |
| 5    | Birkirkara FC           | 24  | 18 | 8  | 8 | 2  | 17 | 9  | +8   |
| 6    | Paola Hibernians FC     | 15  | 18 | 5  | 5 | 8  | 15 | 15 | 0    |
| 7    | Gzira United FC (C)     | 15  | 18 | 5  | 5 | 8  | 13 | 20 | -7   |
| 8    | Marsa FC                | 14  | 18 | 4  | 6 | 8  | 15 | 22 | -7   |
| 9    | St. George's FC (P)     | 9   | 18 | 2  | 5 | 11 | 7  | 25 | -18  |
| 10   | St. Patrick FC (P)      | 3   | 18 | 1  | 1 | 16 | 11 | 58 | -47  |

| Légende : Qualifications et relégations | Légende : Qualifications et relégations                                                     |
| --------------------------------------- | ------------------------------------------------------------------------------------------- |
|                                         | Coupe des clubs champions 1973-1974 (1er Tour)                                              |
|                                         | Coupe des coupes 1973-1974 (1er Tour)                                                       |
|                                         | Coupe UEFA 1973-1974 (1er Tour)                                                             |
|                                         | Relégation en Second Division Maltaise                                                      |
|                                         | (T) : Tenant du titre 1971-1972 (P) : Promu en 1971-1972 (C) : Vainqueur du Trophée Rothman |

## Bilan de la saison
| Tableau d'Honneur       |              |
| Compétition             | Vainqueur    |
| First Division Maltaise | Floriana FC  |
| Trophée Rothman         | Gzira United |

| Qualifications européennes 1973-1974 |                     |
| Coupe des clubs champions            | Qualifiés           |
| 1er tour                             | Floriana FC         |
| Coupe des coupes                     | Qualifiés           |
| 1er tour                             | Gzira United        |
| Coupe UEFA                           | Qualifiés           |
| 1er tour                             | Sliema Wanderers FC |

| Promotions et relégations            |                                |
| Relégués en Second Division Maltaise | St. George's FC St. Patrick FC |
| Promus de Second Division Maltaise   | Zebbug Rangers FC Qormi FC     |